# Mieszkowice
Mieszkowice (německy Bärwalde in der Neumark) jsou město ve gmině Mieszkowice v okrese Gryfino v Západopomořanském vojvodství na severozápadě Polska. Jsou správním střediskem městsko-vesnické gminy Mieszkowice. Městem, které leží v nadmořské výšce okolo 50 metrů, protéká řeka Kurzyca a vede železniční trať Štětín – Kostrzyn nad Odrou. V roce 2014 ve městě žilo 3 603 obyvatel.
Od poloviny třináctého století byly Mieszkowice součástí Braniborska a městská práva získaly před rokem 1298. V první čtvrtině čtrnáctého století bylo město opevněno, přesto však bylo dobyto při vpádu husitů v roce 1433. V letech 1540 a 1558 vyhořelo a během třicetileté války přišlo o téměř všechny obyvatele. Ve druhé světové válce ztratilo třicet procent budov. Přesto se však dochovalo středověké uspořádání pravoúhlé uliční sítě. Významnými památkami jsou gotický farní kostel, zbytky hradeb a věží a pomník polského knížete Měška I.

## Název
Název Berenvalde se poprvé objevu v listině z 30. srpna 1295 a vychází z německého označení pro mědvěda, který se objevuje na městské pečeti a ve znaku. Je odvozen ze jména údajného zakladatele města z pomořanského rodu von Behr, nebo ze jména markraběte Albrechta I. Medvěda, který žil ve dvanáctém století. Existuje však také hypotéza, že kořenem názvu je výraz pro spálený les. Moderní název Mieszkowice je odvozen příponou z osobního jména Měšek, které rovněž označuje medvěda.
V průběhu staletí se název města objevuje ve tvarech: Berenvalde (1295), Berwald (1298), Berenwolde (1317), Bernwald (1319), Bernwolde (1325), Bernwalde (1338), Bernwoldt (1348), Berenwaldt (1350), Berinwalde (1371), Bernwalde (1625–1945), Bärwalde (1945), Barwice (1945–1947) a Mieszkowice (od roku 1947).

## Historie
Okolí města bylo osídleno již v neolitu (3000–1700 př. n. l.). Svědčí o tom četné nálezy kamenných seker, ale osada nebo pohřebiště z té doby nebylo nalezeno. Z doby bronzové byly nalezeny stopy pecí, odpadních jímek a žárových hrobů v údolí Odry. Na počátku dvacátého století byla mezi železniční tratí a řekou nalezena sada ženských šperků z doby okolo roku 1500 př. n. l. Později byly odkryty hroby ohraničené kameny. V období osmého až sedmého století před naším letopočtem zde stály dvě osady: jedna mezi řekou a železniční tratí a druhá mezi hradbami a jezerem. Plnily funkci obchodních středisek a jejich obyvatelé se živili především zemědělstvím a rybolovem.
V letech 960–972 ovládl okolní území polský kníže Měšek I., ale nejpozději v roce 1007 Polsko o oblast Pomořanska přišlo. V polovině třináctého století bylo mieszkowické území připojeno k Braniborsku a do oblasti obydlené převážně slovanským obyvatelstvem začali pronikat němečtí kolonisté.

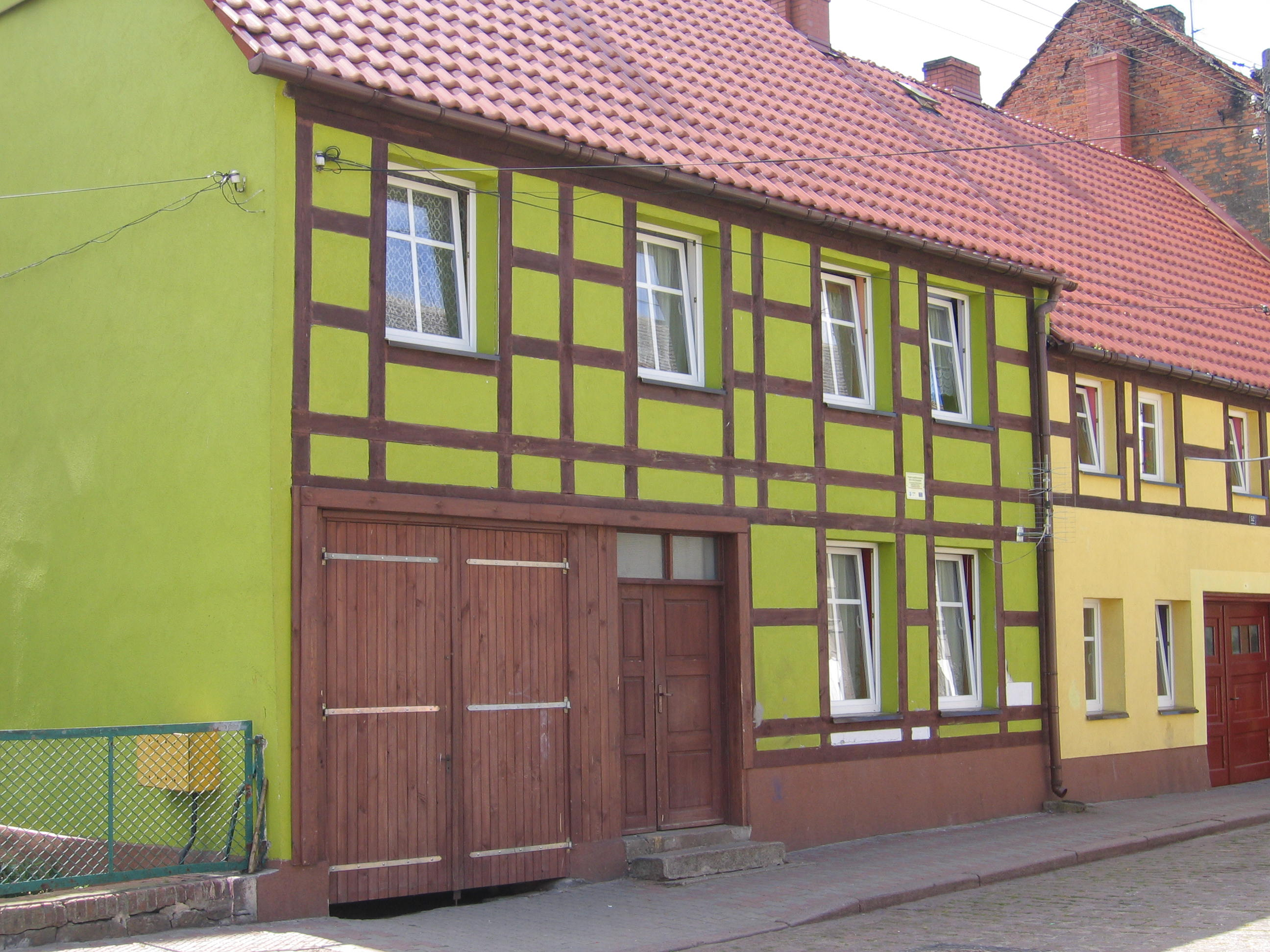
Hrázděné domy

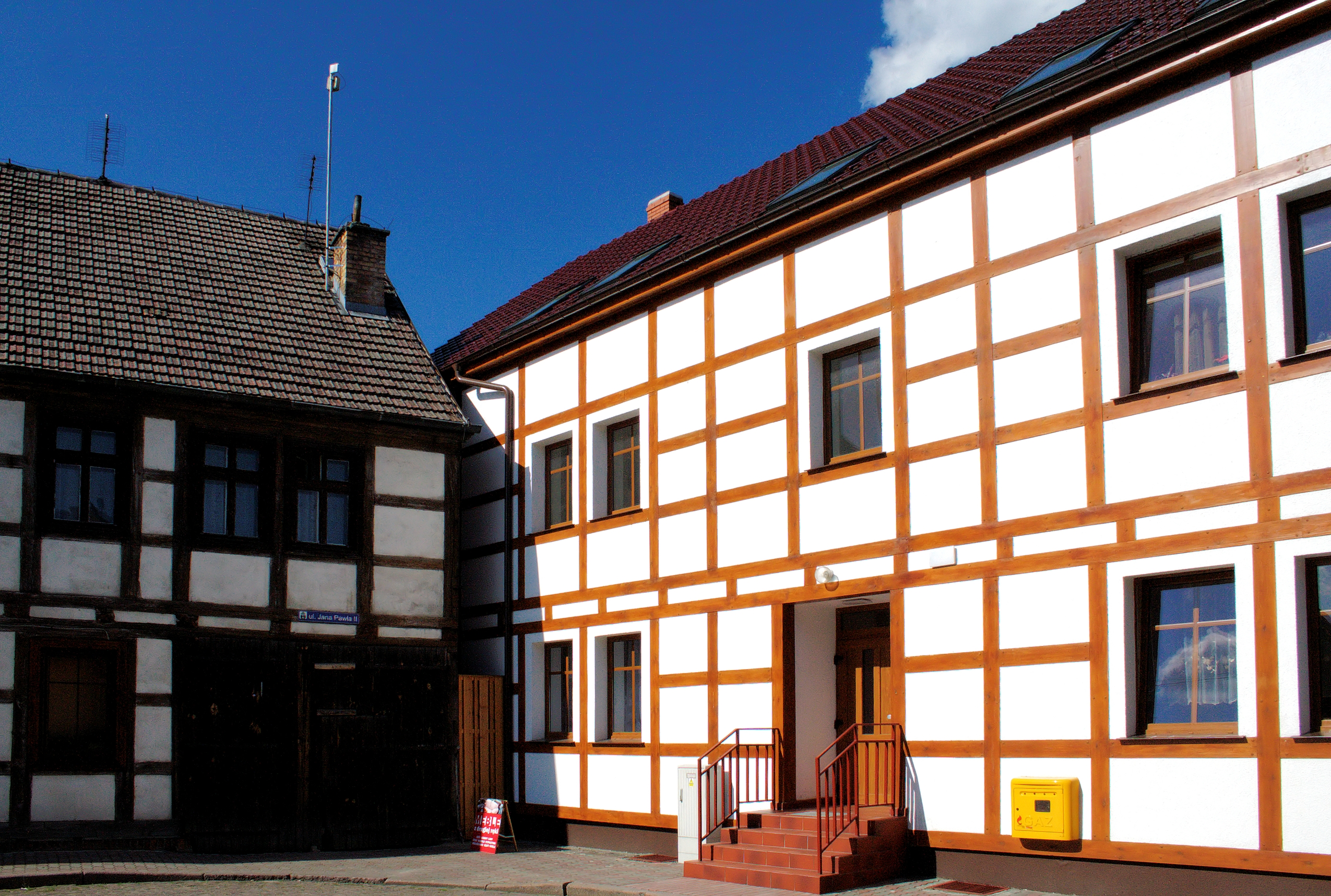
Hrázděné domy

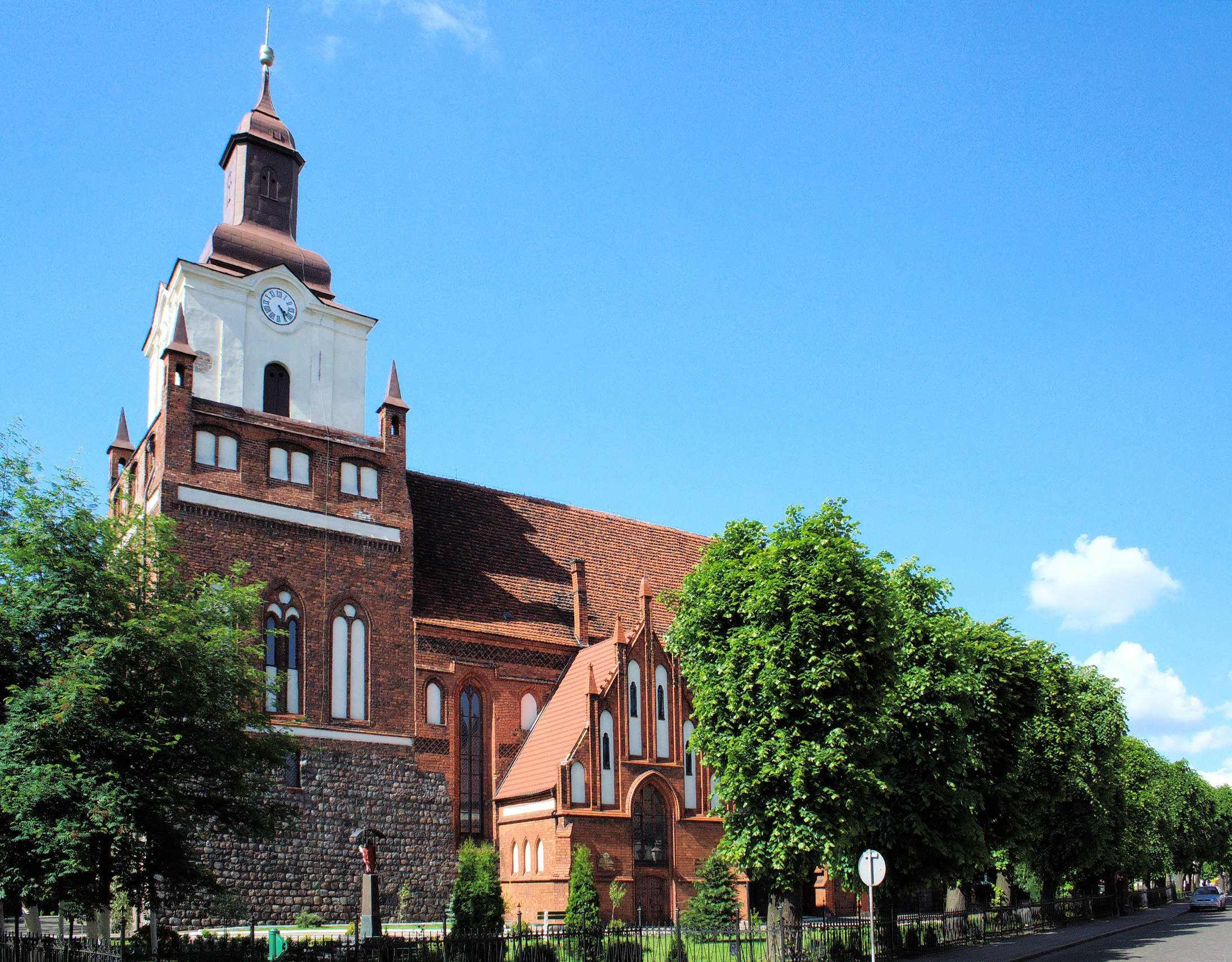
Kostel Proměnění Páně

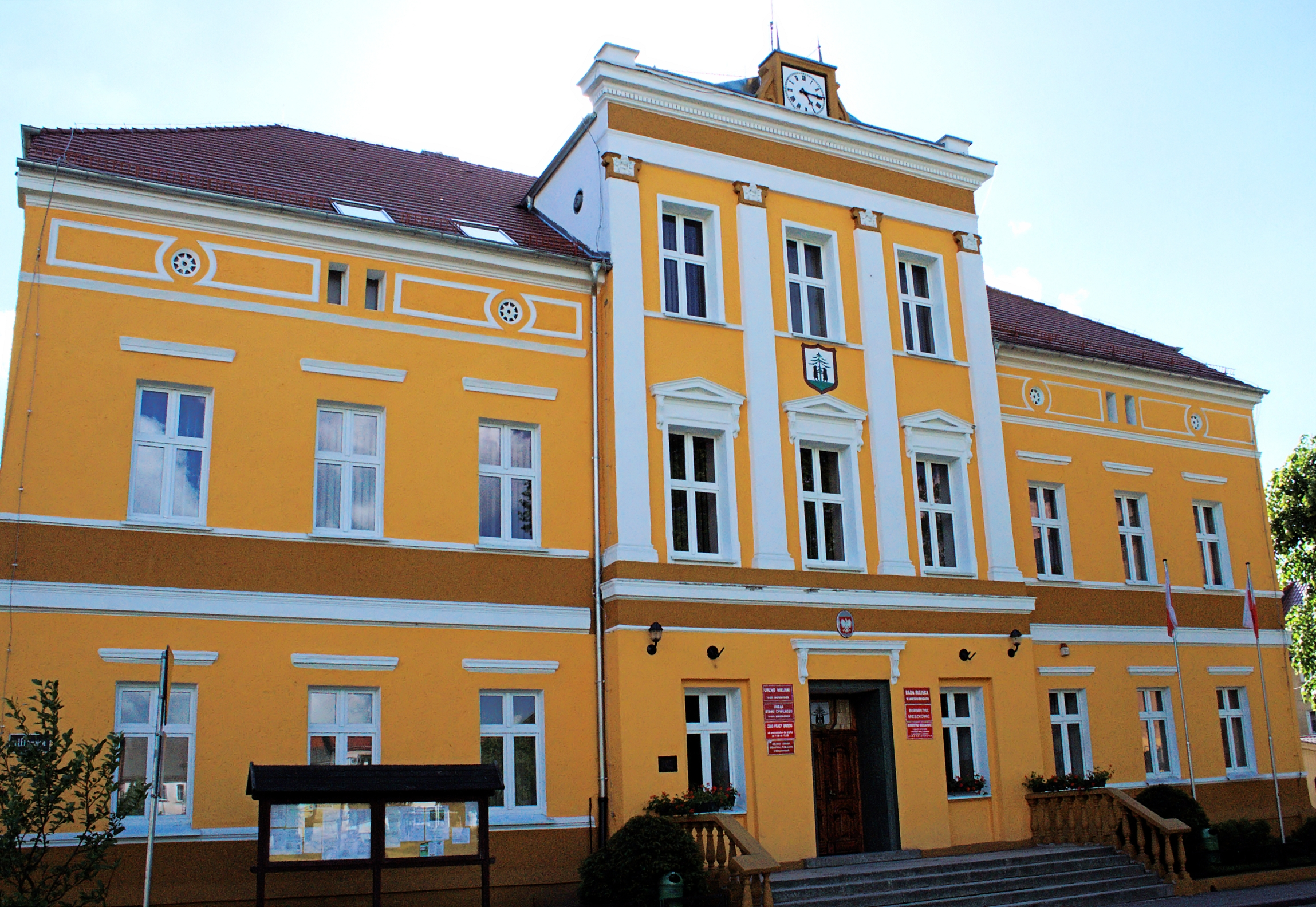
Radnice

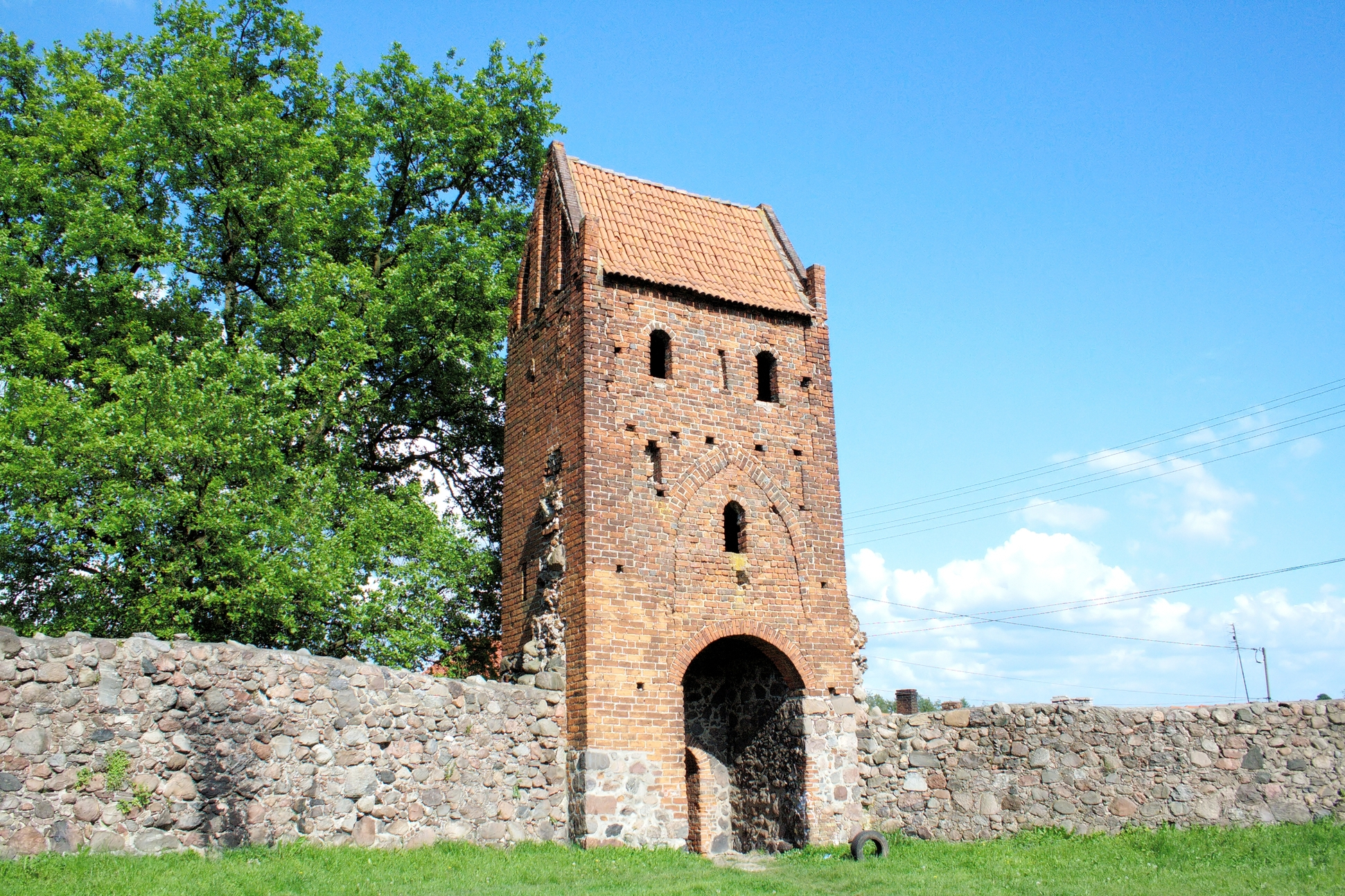
Hradba s Prašnou věží z 15. století

Město bylo pravděpodobně založeno na zelené louce, ale existuje hypotéza, že u severovýchodního břehu jezera (blízko budovy základní školy) stával raně středověký hrad. Za zakladatele je považován braniborský markrabě Albrecht III. Braniborský, kterému území patřilo od roku 1284. První písemná zmínka o městě pochází z roku 1295 a uvádí darování Mieszkowic klášteru v Pełczycích. O dva roky později jsou potom Mieszkowice označeny jako město s půdorysem o rozměrech 600 × 300 metrů, do kterého vedly dvě brány. Hospodářské zázemí města tvořilo 124 lánů půdy a příjem mělo také z celních poplatků na obchodní cestě z Frankfurtu nad Odrou přes Kostrzyn nad Odrou a Chojnu do Štětína.
Na konci třináctého století byl na místě staršího dřevěného kostela postaven nový žulový kostel a v prvních dvou desetiletích čtrnáctého století město obklopily hradby. V roce 1317 koupili bohatí měšťané od markraběta Jana V. močál Gors (pravděpodobně se nacházel někdo okolo řeky Kurzyci) a brzy poté město získalo dva vodní mlýny. Zástupcem panovníka ve městě býval starosta, který také dohlížel na dodržování zákonů a soudil případné spory. Po roce 1470 převzala soudní pravomoci rodiny pánů ze Sydowa.
V roce 1309 ve městě zemřel markrabě Waldemar, který zde jednal s biskupem Henrykem z Havelbergu o darech pro havelberský kostel a klášter Chorin. V roce 1348 město zachvátil požár, který způsobil velké škody, ale brzy se vzpamatovalo. Příčinami rychlé obnovy bylo odpuštění daní na dobu tří let a právo svobodného dopravy na Odře a Wartě. Ke zhoršení hospodářské situace došlo za vlády německých rytířů (1402–1454/1455) a zejména po husitském vpádu v roce 1433. Situace se zlepšila až ve druhé polovině patnáctého století díky rozvoji obchodu mezi Kostrzynem a Chojnou a na přelomu patnáctého a šestnáctého století město prožívalo období největšího rozmachu. Následující roky v době vlády Jana Kostrzynského však město postihly další požáry, vzrostly daně a robotní povinnosti, které tak vedly ke zhoršení prosperity.
Kritickým obdobím se stala třicetileté válka, během které se výrazně snížil počet obyvatel. Roku 1628 ve městě žilo pouze čtyřicet obyvatel. Švédský král Gustav II. Adolf ve městě uzavřel dohodu s francouzskou delegací, ale vpády vojsk v letech 1633, 1635 a 1636 vedly ke zničení města. Úbytek obyvatel byl zastaven až po roce 1680 a ke zlepšení ekonomické situace došlo až v první polovině osmnáctého století. Rozvoj města pokračoval s přerušením v době sedmileté války (1756–1763) i v první polovině devatenáctého století. Po celou dobu si město udržovalo rovnováhu mezi zemědělstvím a řemesly. V roce 1782 tu žilo 82 zemědělců, kteří mimo jiné pěstovali pšenici a tabák a okolo roku 1800 zase 138 řemeslníků. Postupně však docházelo k rozmachu zemědělství a v polovině devatenáctého století městu patřilo 18 553 jiter půdy. Z toho orná půda tvořila 10 118 jiter a lesy 4842 jiter.
Roku 1876 bylo uvedeno do provozu nádraží na trati ze Štětína do Kostrzyna nad Odrou. Ve stejné době se město začalo rozrůstat mimo své středověké hranice, takže byly zbourány obě městské brány (v letech 1870 a 1872). Otevřeny byly nové školy: městská škola v roce 1873 a soukromá dívčí škola v roce 1880. Začaly vycházet místní noviny Bärwalder Wichenblatt (1872). Okolo roku 1880 však začalo ubývat obyvatel, protože místní Němci odcházeli do bohatších oblastí Německa na západě. Okolo roku 1900 byla ve snaze zastavit snižování počtu obyvatel otevřena cihelna a mlékárna, vybudovány kanalizace a rozvody plynu a další dívčí škola.
K oživení ekonomiky došlo po roce 1932, když německé úřady poskytly vysoké finanční prostředky, které měly pomoci zvýšit životní úroveň oblastí u východní hranice. Od roku 1939 byly v Mieszkowicích umístěny vojenské jednotky a pracovní tábor, ve kterém pracovali zejména nuceně nasazení Poláci. Město bylo osvobozeno sovětskými vojsky 4. února 1945. Během bojů bylo zničeno asi 30 % budov.
Od 30. dubna 1945 se město dostalo pod polskou správu a prvním starostou se stal Tadeusz Milk. Němečtí obyvatelé museli své domovy opustit již v únoru téhož roku, ale v květnu podnikali pokusy o návrat. Zároveň však od jara začalo osídlování vojáky vysídlenými ze středního Polska a později také lidmi, kteří museli opustit polské území začleněné do Sovětského svazu. Němečtí obyvatelé byli vysídleni v letech 1946–1947.
Poválečný rozvoj města se zaměřoval zejména na zemědělství a v menší míře na průmysl. Málo rozvinuté zemědělství a nedostatečné investice v oblastech kulturních a společenských potřeb však vedly ke stagnaci a odchodu obyvatel. K oživení došlo až v průběhu osmdesátých let dvacátého století, kdy bylo otevřeno nové kulturní centrum, sportovní stadion a vznikly nové obytné domy.
Po roce 1990 zaniklo mnoho výrobních podniků a jiné musely projít restrukturalizací. Na konci dvacátého století vznikla nová úpravna vody, kanalizace, pokračovala výstavba vodovodů, byla dokončena plynofikace a v roce 2003 zmodernizována čistírna odpadních vod.

## Přírodní poměry
Krajinu západně od města porůstají lesy tvořené zejména borovicemi, ale v menší míře také duby, buky, smrky a břízami. Typickými zvířaty jsou jeleni, divoká prasata, srnci, daňci, lišky, jezevci, ondatry a mývalové. Ze vzácných druhů se vyskytují orel mořský, čáp černý, luňák červený, bobr, vydra a želva bahenní. Ve druhé polovině roku 2008 byl zaznamenán výskyt několik vlků. V severovýchodní části lesů se nachází přírodní rezervace Siegniewská jezera. Na severozápadě se rozkládá Cedyńský přírodní park.

## Obyvatelstvo
|           | 1711 | 1750  | 1850  | 1929  | 1939  | 1946  | 1965  | 1978  | 1996  | 2008  |
| --------- | ---- | ----- | ----- | ----- | ----- | ----- | ----- | ----- | ----- | ----- |
| Obyvatelé | 150  | 1 479 | 3 505 | 3 824 | 3 422 | 1 429 | 3 110 | 3 349 | 3 728 | 3 562 |

## Hospodářství
Mieszkowice jsou správním a hospodářským centrem okolních obcí. V prosinci 2008 zde sídlilo 330 společností, z nichž 310 působilo v soukromém sektoru. Nejvíce jich podnikalo v oblastech výroby, velkoobchodu a maloobchodu, opravách motorových vozidel, služeb pro domácnost a podnikání a obchodu s nemovitostmi.

## Doprava
Město leží na křižovatce silnic Štětín – Kostrzyn nad Odrą a Dębno – Osinów Dolny. Vede tudy osobní i nákladní dvoukolejná a elektrifikovaná železniční trať č. 273 Štětín–Vratislav, která místní region spojuje s oblastí Slezska a s přístavem ve Štětíně.
Ve městě začíná modře značená turistická trasa přes Moryń do Chojny a červeně značená trasa do Siekierki u hranice s Německem.

## Společnost

### Školství
Ve městě je k dispozici mateřská a základní škola, gymnázium a vzdělávací zemědělské středisko.

### Kultura
Ve městě působí kulturní centrum, ve kterém probíhá pravidelná výuka uměleckých oborů jako je tanec, hudba a další. Kromě toho centrum pořádá populárně naučné přednášky, workshopy, příležitostné pobyty v přírodě, Mieszkowické dny kultury a přátelství apod. Druhou kulturní institucí je obecní knihovna s několika pobočkami v okolních vesnicích.

## Pamětihodnosti
- Raně gotický kostel Proměnění Páně byl postaven na konci třináctého století (poprvé je zmiňován roku 1297).
- Hradby ze třináctého až čtrnáctého století postavené z kamenů a cihel; dochovaný úsek 5–7 metrů vysoké zdi je dlouhý 1,5 km.
- Městská radnice přestavěná v roce 1805 na náměstí
- Pomník Měška I. z roku 1957 na pískovcovém podstavci z osmnáctého století
- Hrázděné domy z osmnáctého a devatenáctého století

## Partnerská města
- Wriezen (Německo)